# CATIA
CATIA (Computer Aided Threedimensional Interactive Application) är ett programpaket för CAD/CAM/CAE utvecklat av Dassault Systèmes och marknadsfört av IBM. Programmet togs ursprungligen fram för utveckling av Dassault's Mirage-plan men blev snabbt populärt och spreds vidare till flera större företag inom flygplans- och bilindustrin.

## Historia
CATIA utvecklades från början för intern användning av den franska flygplanstillverkaren Dassault Aviation i början av 1980-talet, som ett komplement till det då använda CADAM-systemet, utvecklat av IBM. Namnet var från början CATI (Conception Assistée Tridimensionnelle Interactive - franska för interaktivt stöd för tredimensionell konstruktion), men ändrades till CATIA 1981 i samband med att ansvaret för utvecklingen och marknadsföringen för systemet överfördes till ett dotterbolag, och IBM fick rätt att sälja produkten.
År 1984 valde Boeing Company CATIA som sitt huvudsystem för 3D CAD-konstruktion.
År 1988, i och med version 3 av systemet, överfördes systemet från sin tidigare stordator-plattform (IBM) till Unix-platform.
År 1992 köptes rättigheterna till programvaran av IBM och 1994 släpptes version CATIA V4 som var körbart på flera olika Unix-versioner iklusive IBM:s AIX, Silicon Graphicss IRIX, Sun Microsystems SunOS och Hewlett-Packards HP-UX.
År 1998 släpptes en helt nyskriven version CATIA V5 som var körbar på både Unix och Windows NT.

## Spridning inom industrin
CATIA fick tidigt under 1980-talet stor spridning inom stora tillverkningsindustrier, mycket tack vare att systemet kördes på den då dominerande stordatortillverkaren IBM:s hårdvara. Speciellt populärt blev systemet inom flyg- och bilindustrin.
Boeing använde CATIA V3 för att utveckla sitt Boeing 777-plan och använder nu CATIA V5 för sin Boeing 787-serie. Den europeiska flygplansutvecklaren Airbus använder också CATIA i stor utsträckning.
Företag inom bilindustrin som använder CATIA i varierande utsträckning är bland andra BMW, Porsche, DaimlerChrysler, Audi, Volvo, Fiat, PSA Peugeot Citroën, Toyota, Honda, Ford, Hyundai, Tata Motors och Mahindra.